# Grzegorz Opala
Grzegorz Maciej Opala (ur. 5 listopada 1942 w Częstochowie) – polski lekarz, neurolog, profesor nauk medycznych, kierownik Katedry i Kliniki Neurologii Śląskiego Uniwersytetu Medycznego w Katowicach, w latach 2000–2001 minister zdrowia, poseł na Sejm III kadencji.

## Życiorys
W 1968 ukończył studia na Wydziale Lekarskim Śląskiej Akademii Medycznej, specjalizował się w neurologii i zdrowiu publicznym. Obronił doktorat, a w 1994 habilitację na podstawie pracy pt. Zaburzenia jakościowe i ilościowe karnityny u chorych na padaczkę, przewlekle leczonych kwasem waiproinowam i innymi lekami przeciwpadaczkowymi oraz ocena przydatności podawania karnityny w przypadku jej niedoboru. 31 października 2007 został profesorem nauk medycznych. Wykładał w Śląskim Uniwersytecie Medycznym, a także na Akademii Wychowania Fizycznego im. Jerzego Kukuczki w Katowicach. Został prezesem Polskiego Towarzystwa Neurologicznego, zasiadł także w Komitecie Nauk Neurologicznych Polskiej Akademii Nauk.
Po studiach od 1968 do 1974 pracował w Państwowym Szpitalu Klinicznym Nr 1 w Zabrzu. Następnie do 1988 był zatrudniony w Centralnym Szpitalu Klinicznym w Katowicach. Powrócił do tej placówki w 1991 po kilkuletnim stażu naukowym w USA, kierował w niej Katedrą i Kliniką Neurologii Wieku Podeszłego. Zasiadł w Naczelnej Radzie Lekarskiej i władzach Polskiego Towarzystwa Neurologicznego. W pracy naukowej zajął się wczesną diagnostyką otępienia, chorobami naczyniowymi ośrodkowego układu nerwowego, a także chorobą Parkinsona.
Od 1980 działał w „Solidarności”, był m.in. delegatem na I Krajowy Zjazd Delegatów związku w Gdańsku. W okresie stanu wojennego organizował pomoc m.in. dla strajkujących górników z KWK Wujek i ich rodzin. Działał w duszpasterstwie akademickim w Katowicach.
Należał do współtwórców Ruchu Społecznego AWS, był członkiem rady politycznej oraz przewodniczącym katowickiego zarządu regionalnego tej partii. 8 listopada 2000 zastąpił zmarłą Franciszkę Cegielską na stanowisku ministra zdrowia w rządzie Jerzego Buzka. Pełnił tę funkcję do 19 października 2001. Po rezygnacji Mirosława Sekuły objął 25 lipca 2001 na okres około trzech miesięcy mandat posła na Sejm III kadencji. W wyborach parlamentarnych w tym samym roku bez powodzenia ubiegał się o mandat senatora z ramienia Bloku Senat 2001. Później wycofał się z polityki.
Był członkiem Śląskiego Społecznego Komitetu Poparcia Jarosława Kaczyńskiego w wyborach prezydenckich w 2010. W 2015 został członkiem zarządu Akademickiego Klubu Obywatelskiego im. Prezydenta Lecha Kaczyńskiego w Katowicach. Wszedł w skład komitetu wspierającego kandydaturę Karola Nawrockiego na prezydenta RP w wyborach w 2025.

## Odznaczenia
Odznaczony Krzyżem Kawalerskim (2004) i Oficerskim (2007) Orderu Odrodzenia Polski oraz Krzyżem Wolności i Solidarności (2015).